# Acrotaeniostola longicauda
Acrotaeniostola longicauda är en tvåvingeart som beskrevs av Wang 1996. Acrotaeniostola longicauda ingår i släktet Acrotaeniostola och familjen borrflugor. Inga underarter finns listade i Catalogue of Life.